# 麥克·索恩貝里
麥克·索恩貝里（英語：Mac Thornberry；1958年7月15日—）是一名共和黨籍的美国政治人物，自1995年起，他代表德州第13選區成為聯邦眾議院議員。索恩貝里曾任眾院軍事委員會主席，現則為重要智庫美國外交關係協會的成員。